# Royan Challenger 1979
Il Royan Challenger 1979 è stato un torneo di tennis facente parte della categoria ATP Challenger Series nell'ambito dell'ATP Challenger Series 1979. Il torneo si è giocato a Royan in Francia dal 14 al 20 agosto 1979 su campi in terra rossa.

## Vincitori

### Singolare
Bernard Fritz ha battuto in finale  Birger Andersson con il punteggio di 6–4, 6–4, 7–5

### Doppio
Bob Carmichael /  Victor Eke hanno battuto in finale  Ulf Eriksson /  Per Hjertquist con il punteggio di 7–5, 6–2